# 히가시센다이 신호장
히가시센다이 신호장(일본어: 東仙台信号場)은 일본 미야기현 센다이시 미야기노구에 있는 동일본 여객철도 도호쿠 본선의 신호장이다.

## 구조
나가마치 기관구와 모리오카 기관구를 통폐합해 발족했던 일본화물철도 센다이 종합 철도부로의 출입장을 목적으로서 개업했던, 분기 형태의 신호장이다.

## 주변
- 센다이 종합 철도부
- 센다이 시 교통국 히가시센다이 영업소

## 역사
- 1999년 8월 1일 : 개업.

## 인접 정차역
| 도호쿠 본선              | 도호쿠 본선   | 도호쿠 본선              |
| ------------------------ | ------------- | ------------------------ |
| 히가시센다이 센다이 방면 | ■ 도호쿠 본선 | 이와키리 이치노세키 방면 |